# Caperonia glabrata
Caperonia glabrata är en törelväxtart som beskrevs av Ferdinand Albin Pax och Käthe Hoffmann. Caperonia glabrata ingår i släktet Caperonia och familjen törelväxter. Inga underarter finns listade i Catalogue of Life.